# Pintor de Nicóxeno
El Pintor de Nicóxeno (en griego antiguo: Νικόξενος) fue un pintor ático de vasos que trabajaba tanto en el estilo de figuras negras como en el de figuras rojas. Estuvo activo a finales del siglo VI y principios del V a. C. Su verdadero nombre no se conoce.
Fue uno de los pocos pintores que trabajó, aparentemente por su propia elección, en los dos estilos principales. Pintó ánforas y pélices de figuras negras que se asemejan al trabajo del Grupo de Leagro, lo que es visible en sus ánforas y pélices. Sus hidrias y cálpides de perfil continuo ya estaban en la tradición del nuevo estilo. Su trabajo de figuras negras es considerado mejor que el de figuras rojas. El Pintor de Eucárides fue su alumno.